# Kalvarienberg (Kremsmünster)

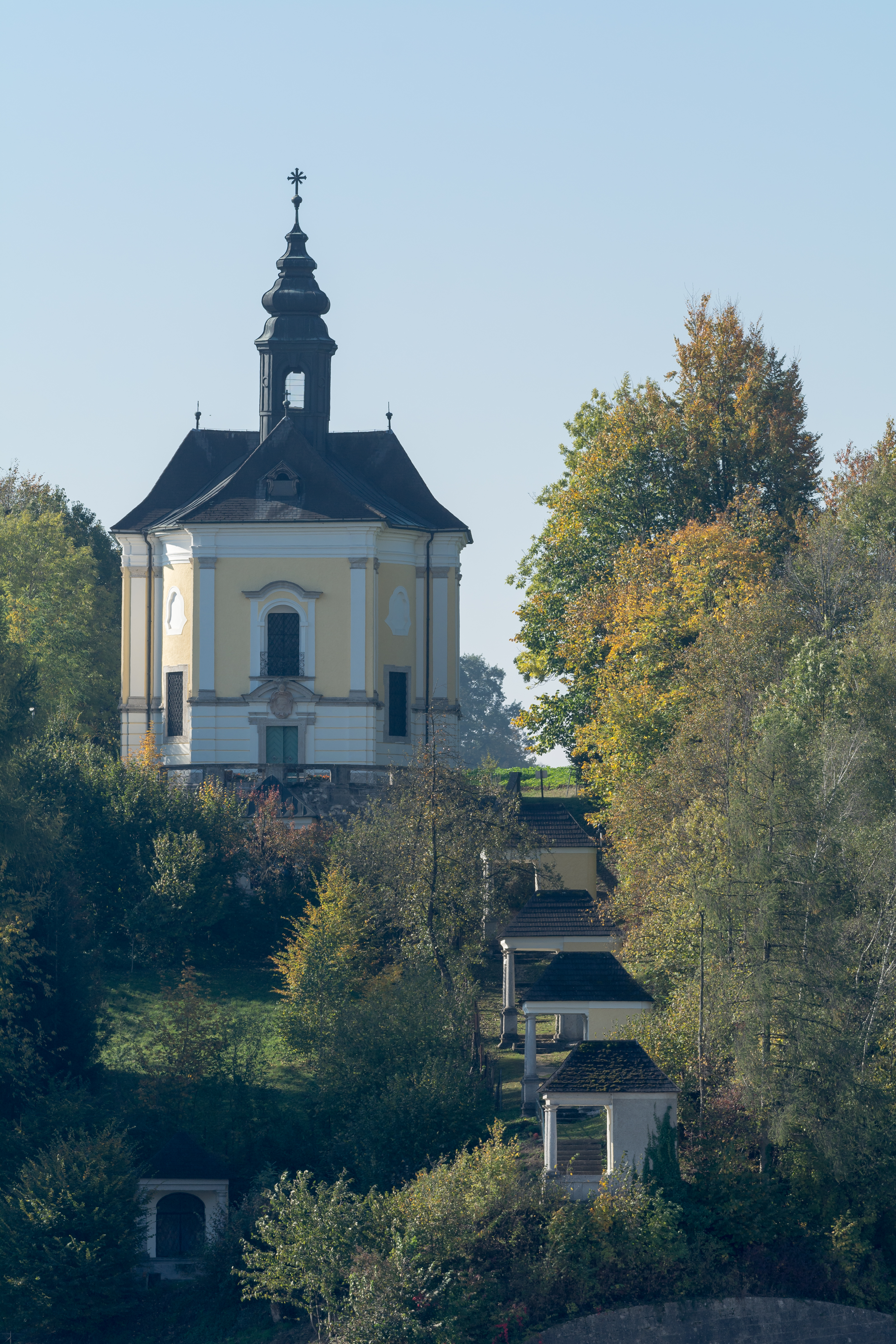
Kalvarienbergkirche (Nordansicht)

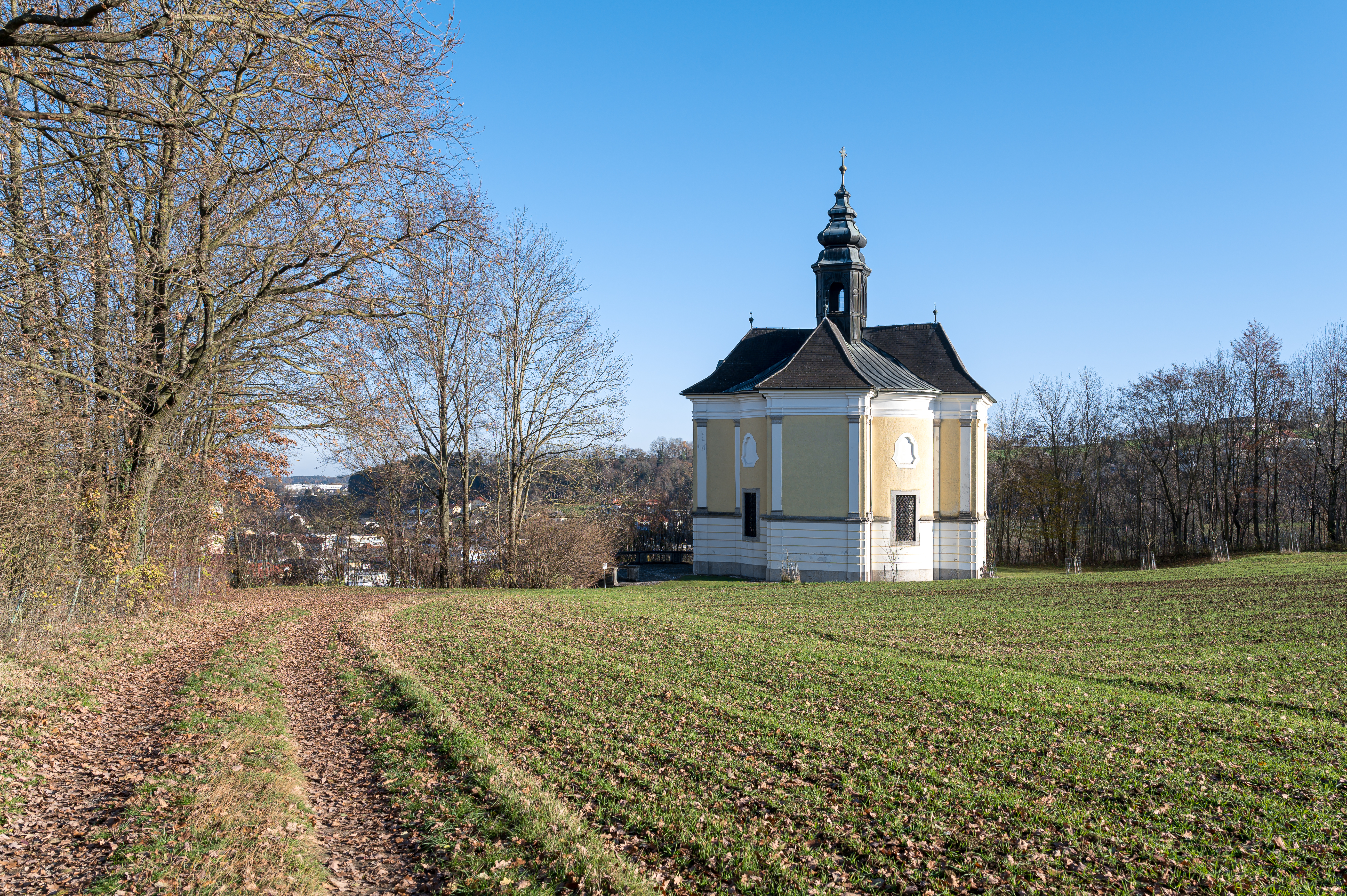
Ansicht von Westen

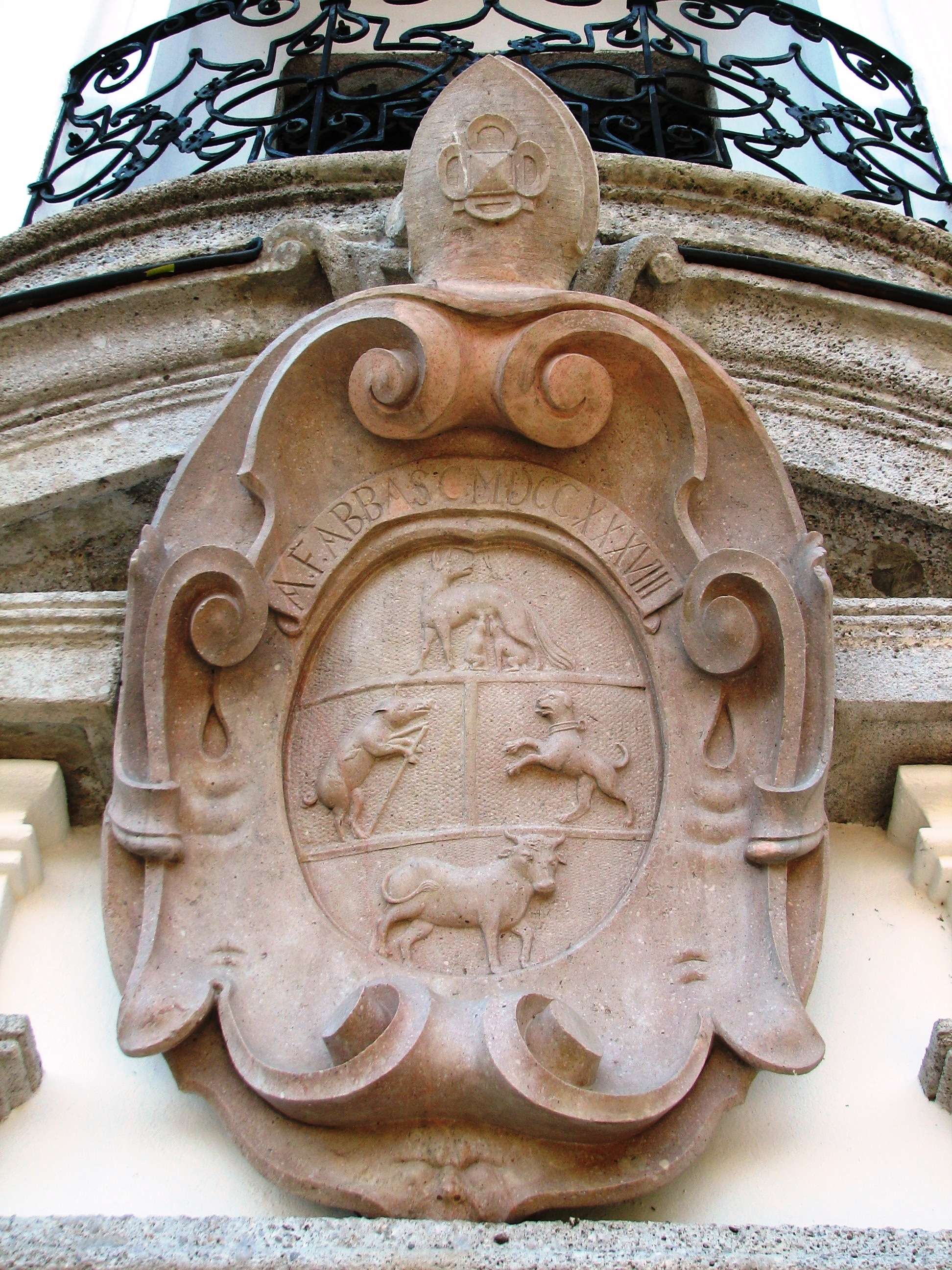
Wappen des Abtes Alexander III. Fixlmillner mit Datierung 1738

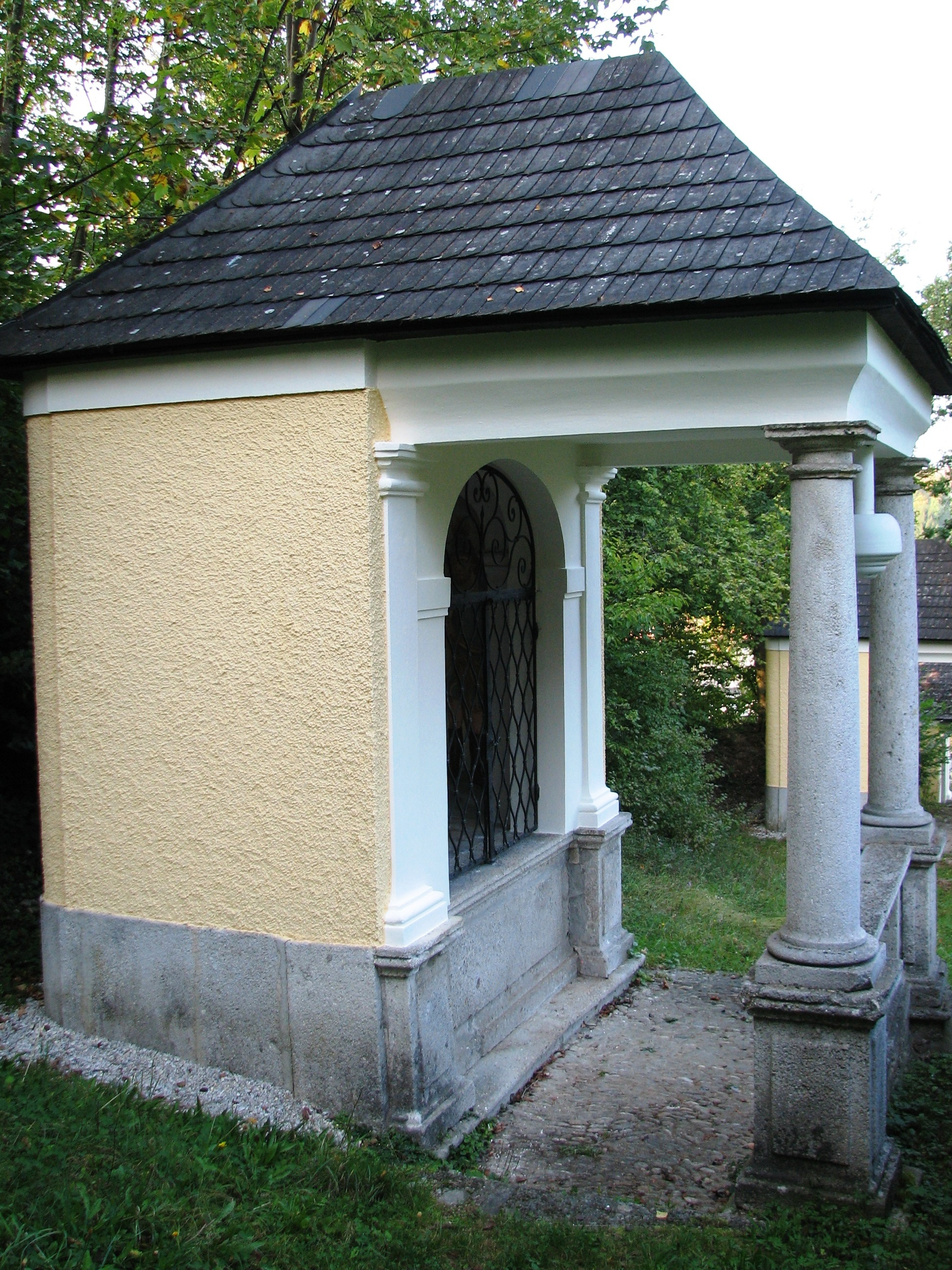
Kreuzwegkapelle (Jede Kapelle wurde als doppelte Kreuzwegstation ausgeführt)

Der Kalvarienberg von Kremsmünster  befindet sich im Südwesten der Marktgemeinde. Der Kalvarienberg mit seinen historischen Kreuzwegstationen und der prunkvoll, barocken Kalvarienbergkirche ist eines ihrer Wahrzeichen. Die Kirche gehört zum Stift Kremsmünster und wurde 1736–37 nach den Plänen von Prior Pater Rupert Langpartner erbaut.

## Kalvarienbergkirche
Im Jahr 1736 ließ Abt Alexander III., nach Genehmigung durch den Bischof von Passau, die Kalvarienbergkirche in Kremsmünster errichten. Am 3. Mai 1736 erfolgte am Namenstag des Abtes die Grundsteinlegung.
Die Kalvarienbergkirche bildet den Abschluss der ursprünglich in gerader Linie stehenden Kreuzwegkapellen, von denen zwei Kapellen in den sechziger Jahren infolge einer neu errichteten Umfahrungsstraße umgelegt wurden.
Als Bauführer des Kirchenbaues wird Wolfgang Seethaler, der damalige Stiftsmaurermeister genannt.
Die Pläne werden dem Prior Pater Rupert Langpartner zugeschrieben.
Als Architekt wird der Linzer Baumeister Johann Michael Prunner vermutet.

### Baukörper und Ausstattung
Die Kirche hat eine Länge von 17 m, eine Breite von 13,5 m und eine Höhe von 26 m. Die Maße des Innenraumes ohne Altarnische und Empore betragen 9,8 × 8,4 m. Die lichte Höhe zum Scheitelpunkt der Kuppel beträgt 10,3 m.
Der Bau ist ein barocker  Zentralbau. Der Hochaltar mit der lebensgroßen Kreuzigungsgruppe (Darstellung der Golgota-Szene) wurde vom Kremsmünsterer Bildhauer Anton Remele errichtet. Das Altargemälde stammt von Bartolomeo Altomonte. Das prächtige und barock-bewegte Deckenfresko stellt eine Himmelfahrt Christi dar und stammt vom Welser Maler Wolfgang Andreas Heindl.
Von 2004 bis 2009 wurden Kirche und Kreuzwegstationen renoviert.

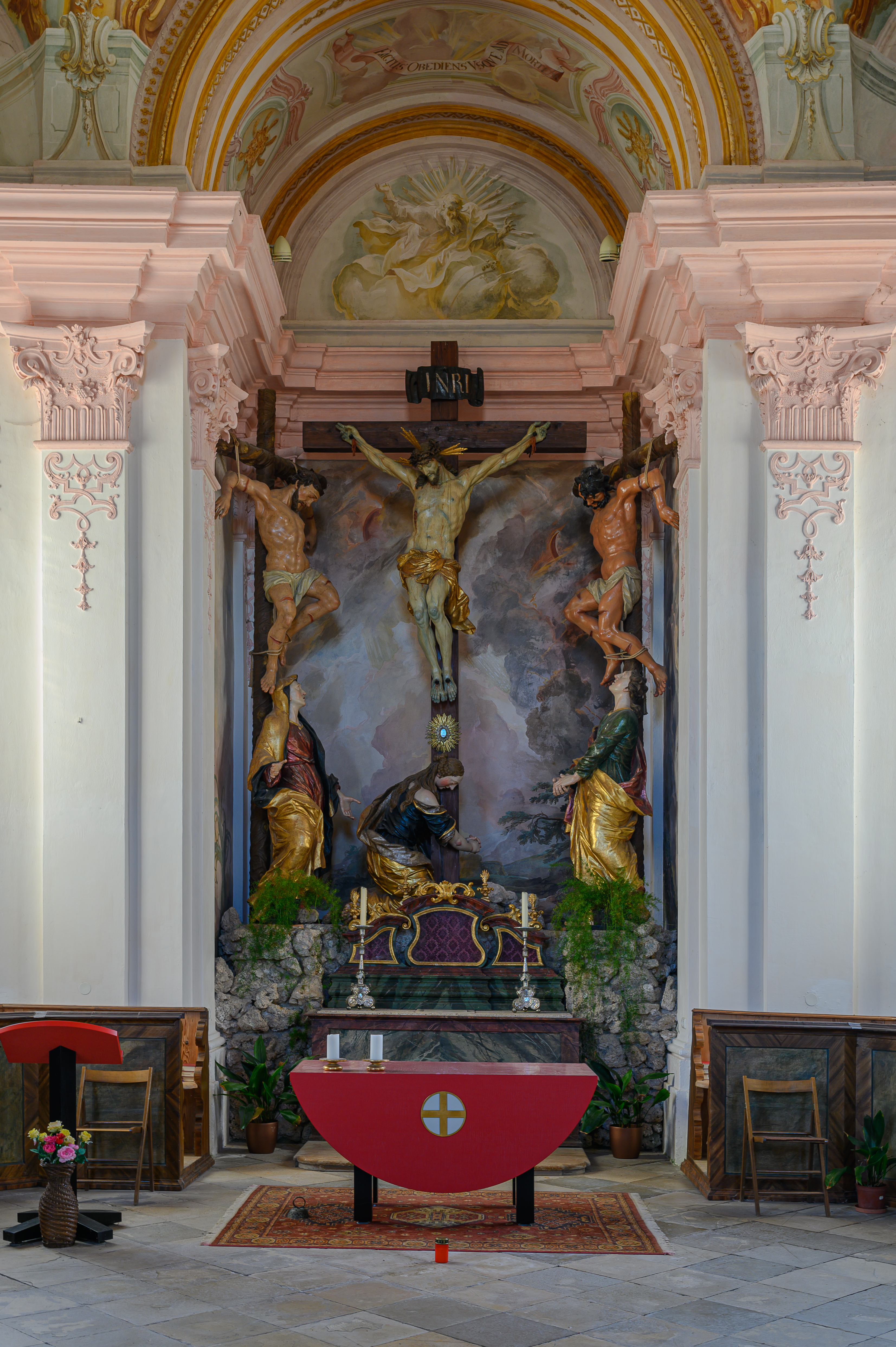
Kreuzigungsgruppe vom Kremsmünsterer Bildhauer Anton Remele.
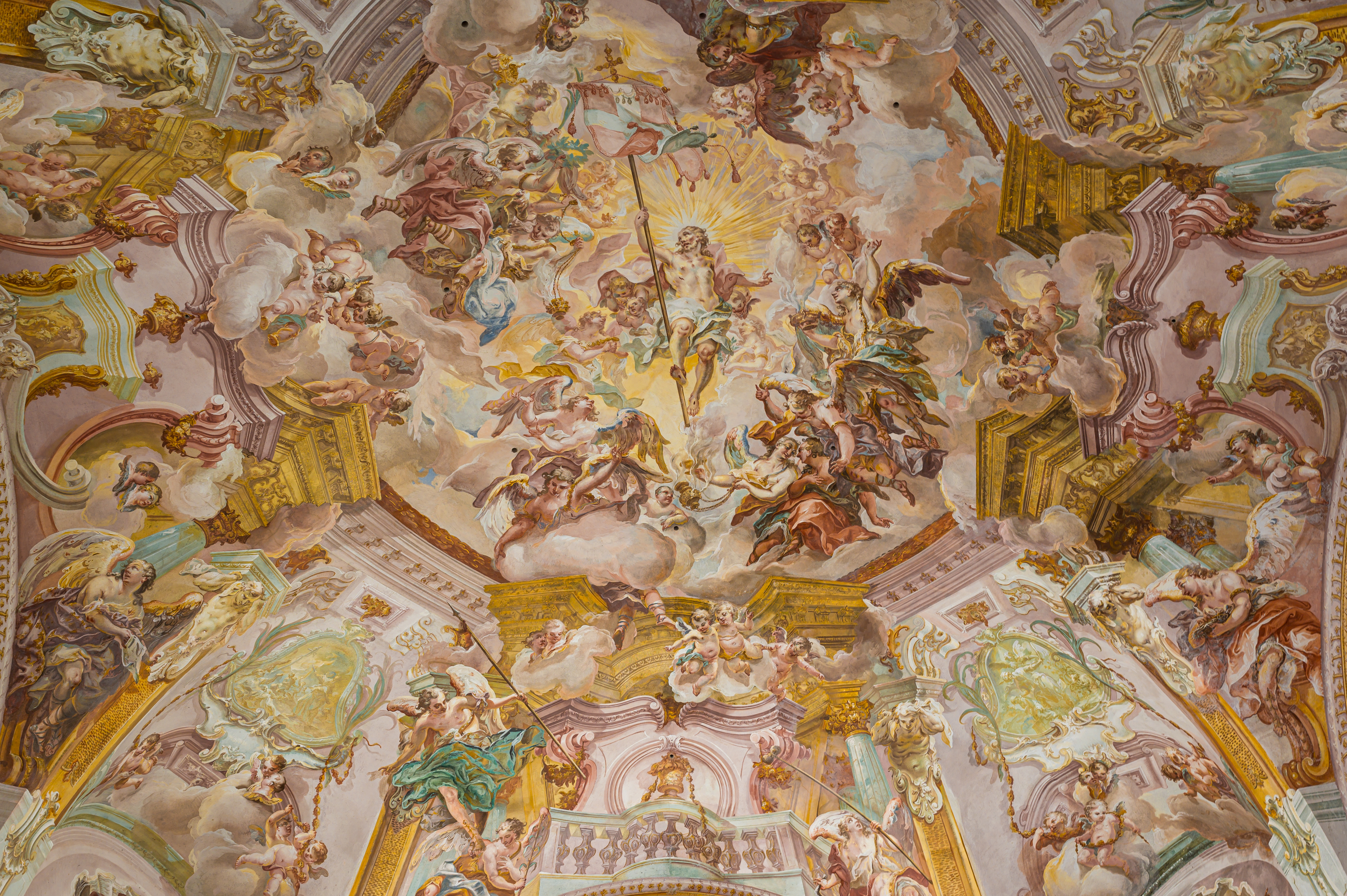
Deckenfresko vom Welser Maler Wolfgang Andreas Heindl.
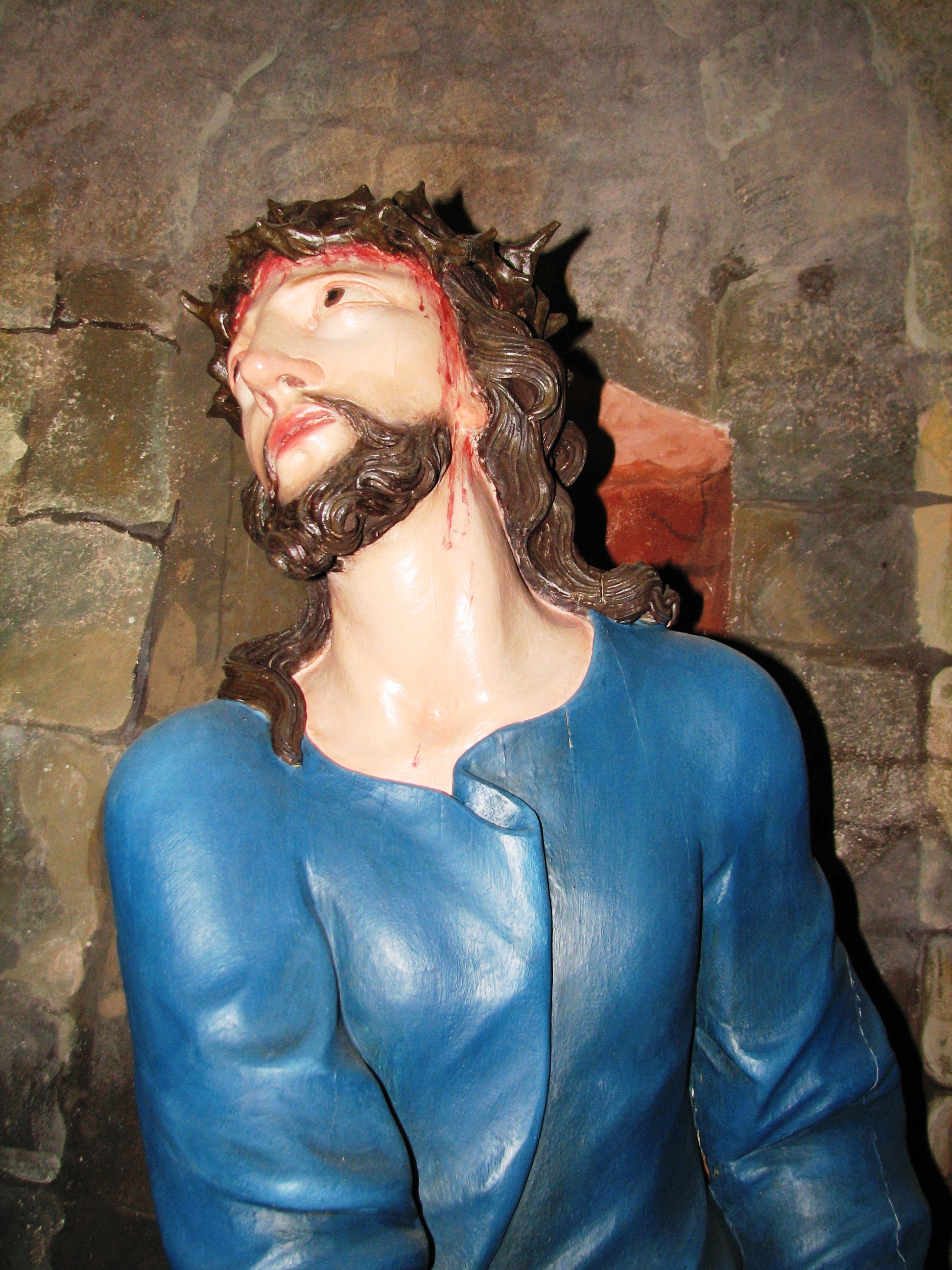
Mit Dornen gekrönter Jesus im Innenraum der Kalvarienkirche.

## Kreuzwegstationen
Die Einrichtung von Kreuzwegen entwickelte sich in Europa in der Folge der vom Orden der Franziskaner seit dem 14. Jahrhundert geförderten Prozessionen entlang der Stationen der Passion Christi in Jerusalem. Papst Clemens XII. legte 1731 endgültige die Anzahl von 14 Stationen fest.
Am Kremsmünsterer Kalvarienberg wurden insgesamt sieben Kapellen jeweils als doppelte Kreuzwegstation ausgeführt. Jede einzelne Kapelle besteht aus einer  gemauerten Nische über einem altarartigen Unterbau mit rechteckigem Grundriss. Zwei auf einer Balustrade stehende toskanischen Säulen tragen eine offene Vorhalle.
In den Nischen befanden sich ursprünglich aus Holz geschnitzte Figuren des Kremsmünsterer Bildhauers Anton Remele, die jedoch im Jahr 1885 entfernt wurden und durch farbige Kreuzwegbilder nach Stichen von Josef von Führich, ersetzt wurden. Die letzte Kapelle des Kreuzweges symbolisiert das heilige Grab mit einer Christusfigur aus Marmor.

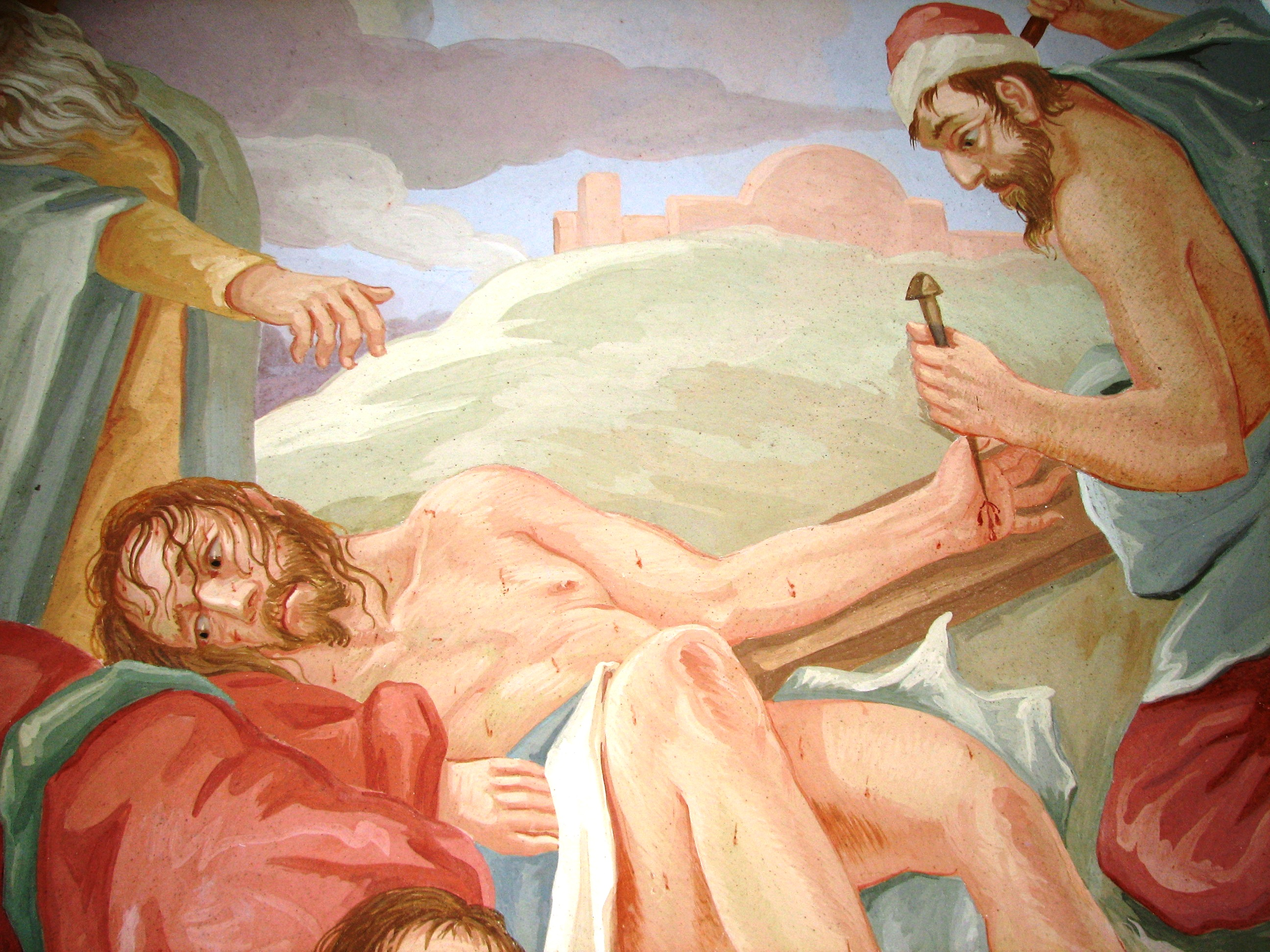
Kreuzigungsszene nach Stichen von Joseph von Führich.
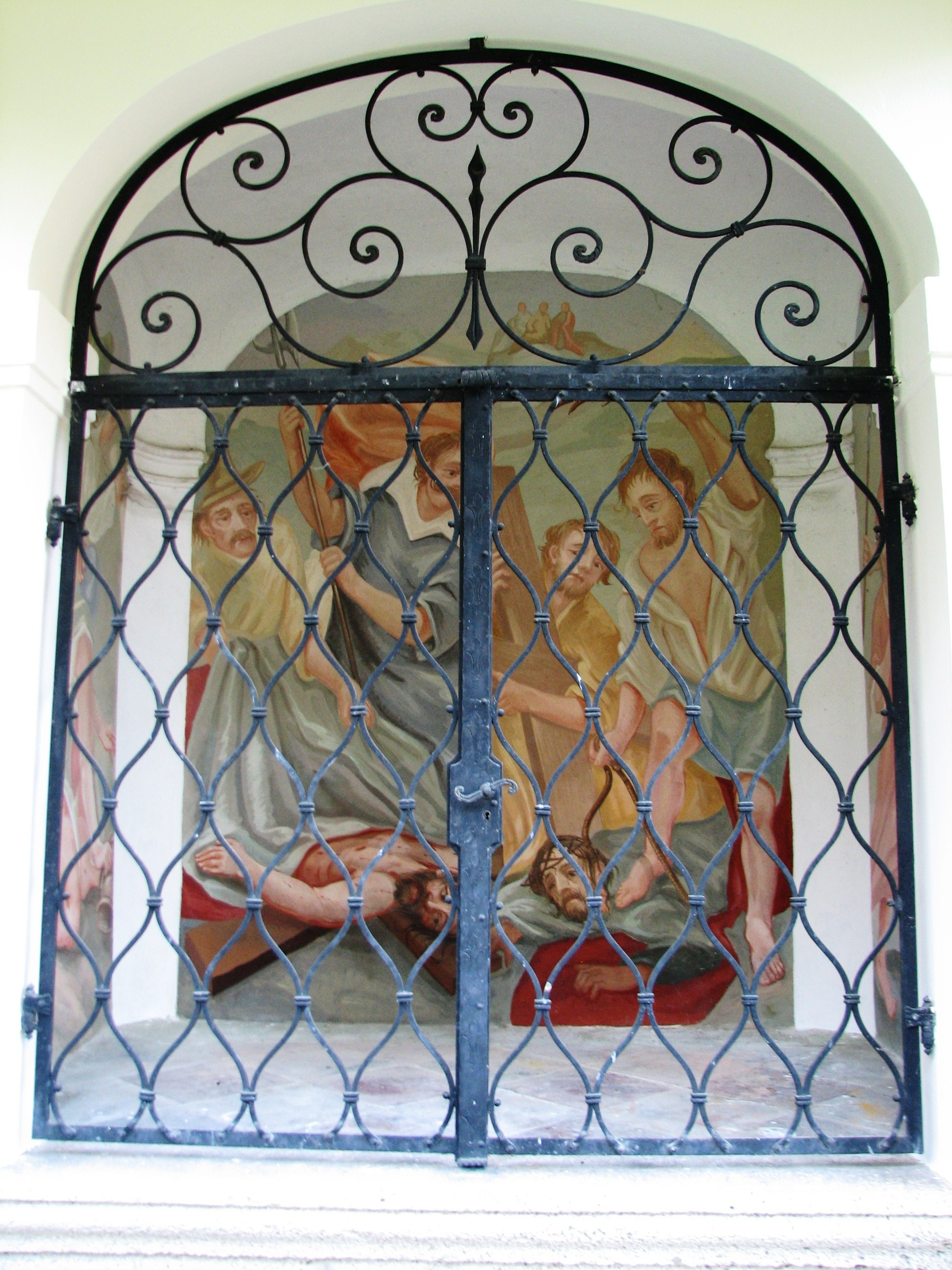
Kreuzwegnische Nr. 5
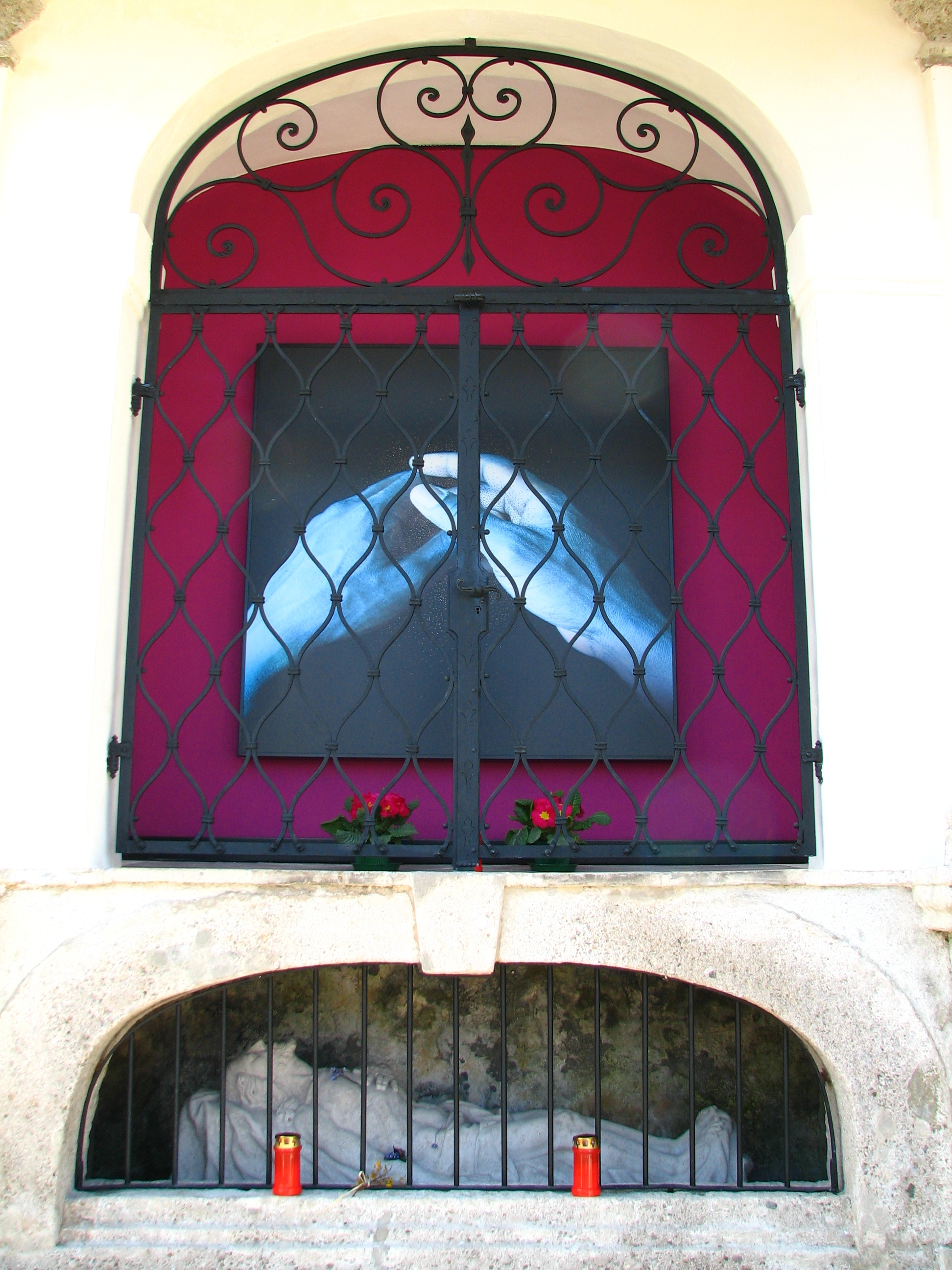
Das heilige Grab mit einer Christusfigur aus Marmor. Das Bild (Hände die Lichtpunkte umschließen), stammt vom Schweizer Fotokünstler Daniele Buetti.